# Corydalis lhasaensis
Corydalis lhasaensis är en vallmoväxtart som beskrevs av Cheng Yih Wu och Z. Y. Su. Corydalis lhasaensis ingår i släktet nunneörter, och familjen vallmoväxter. Inga underarter finns listade i Catalogue of Life.